# أوتجونبايار إرشو

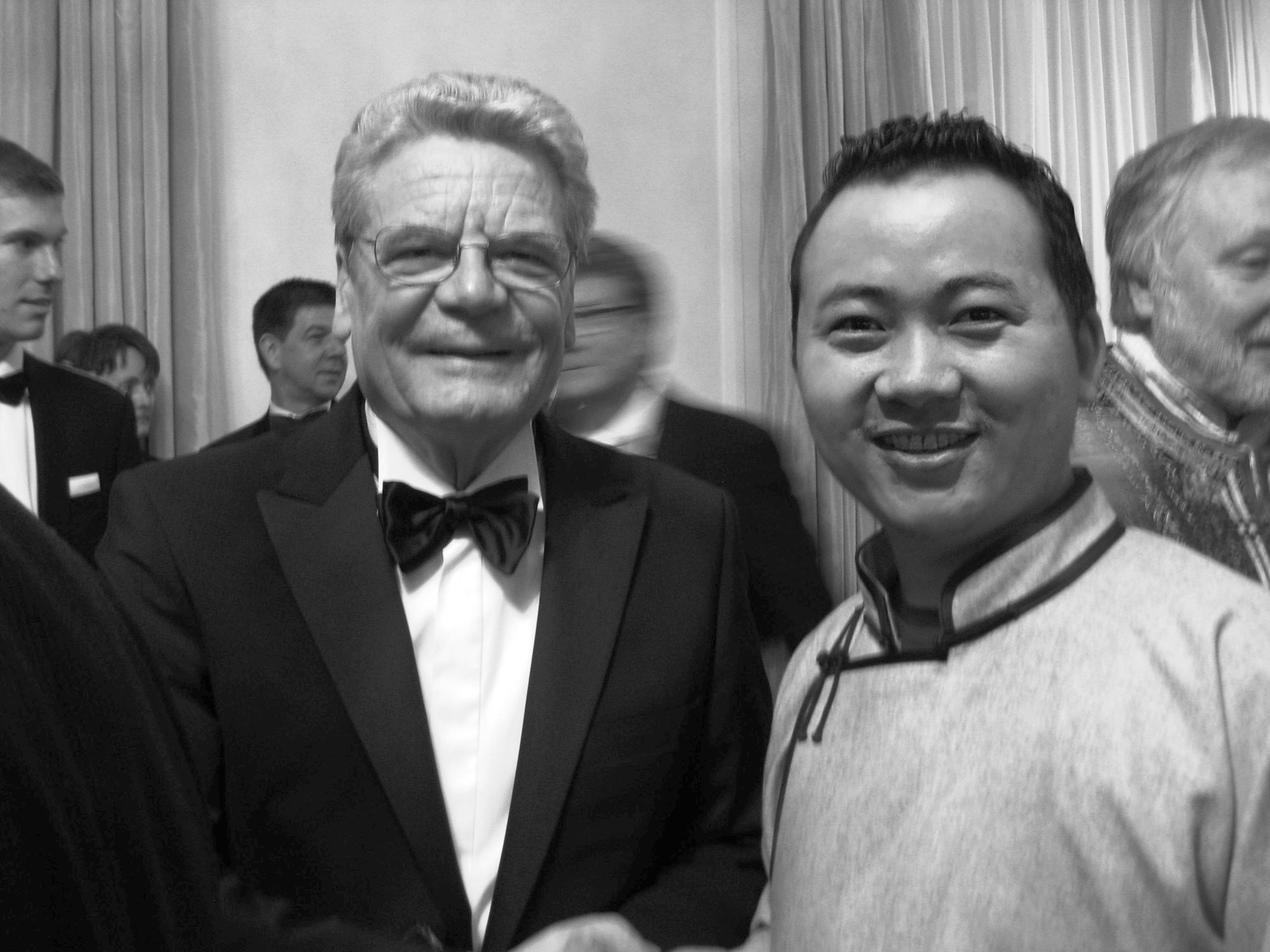
يواخيم غاوك. أوتجونبايار إرشو

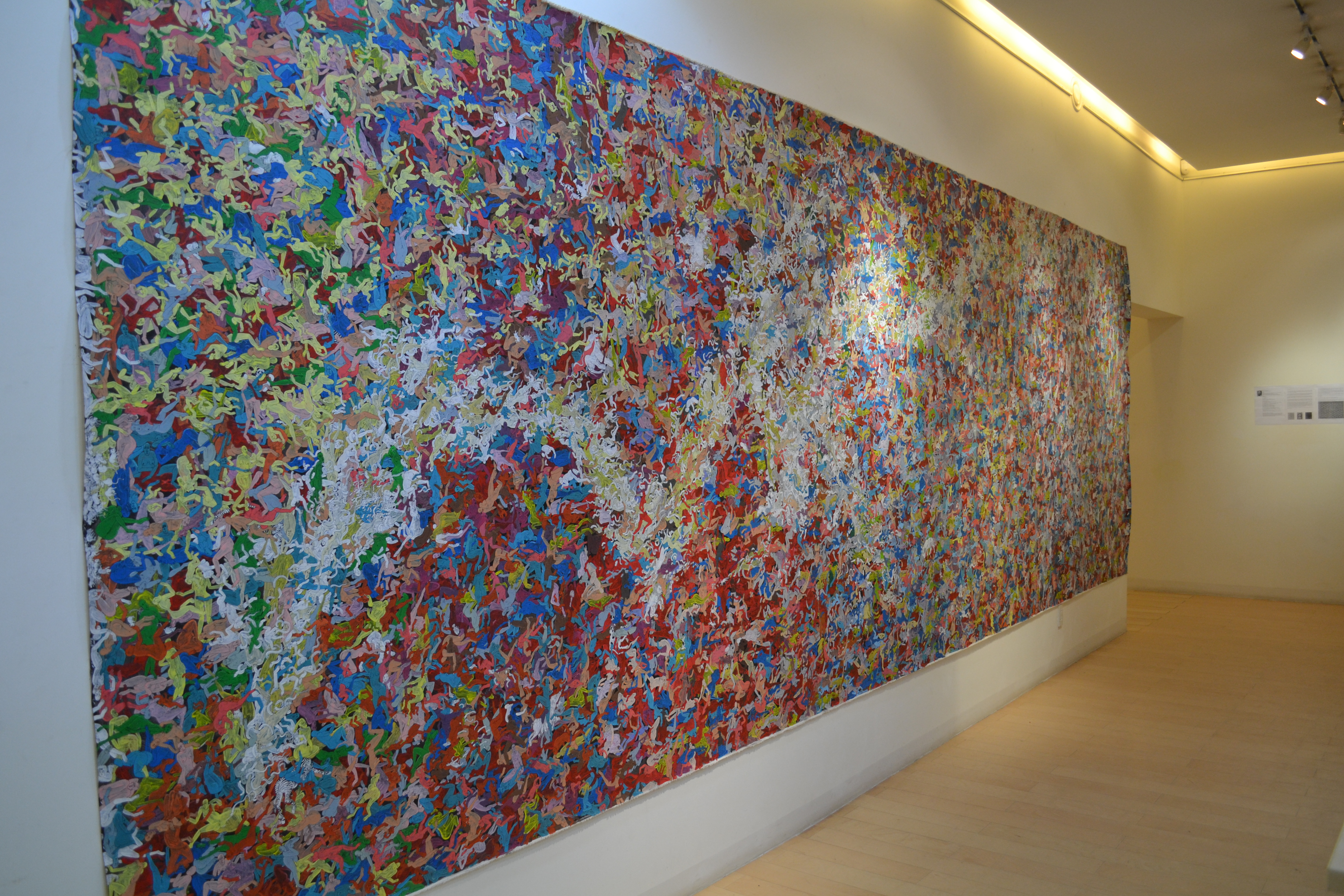
الناس

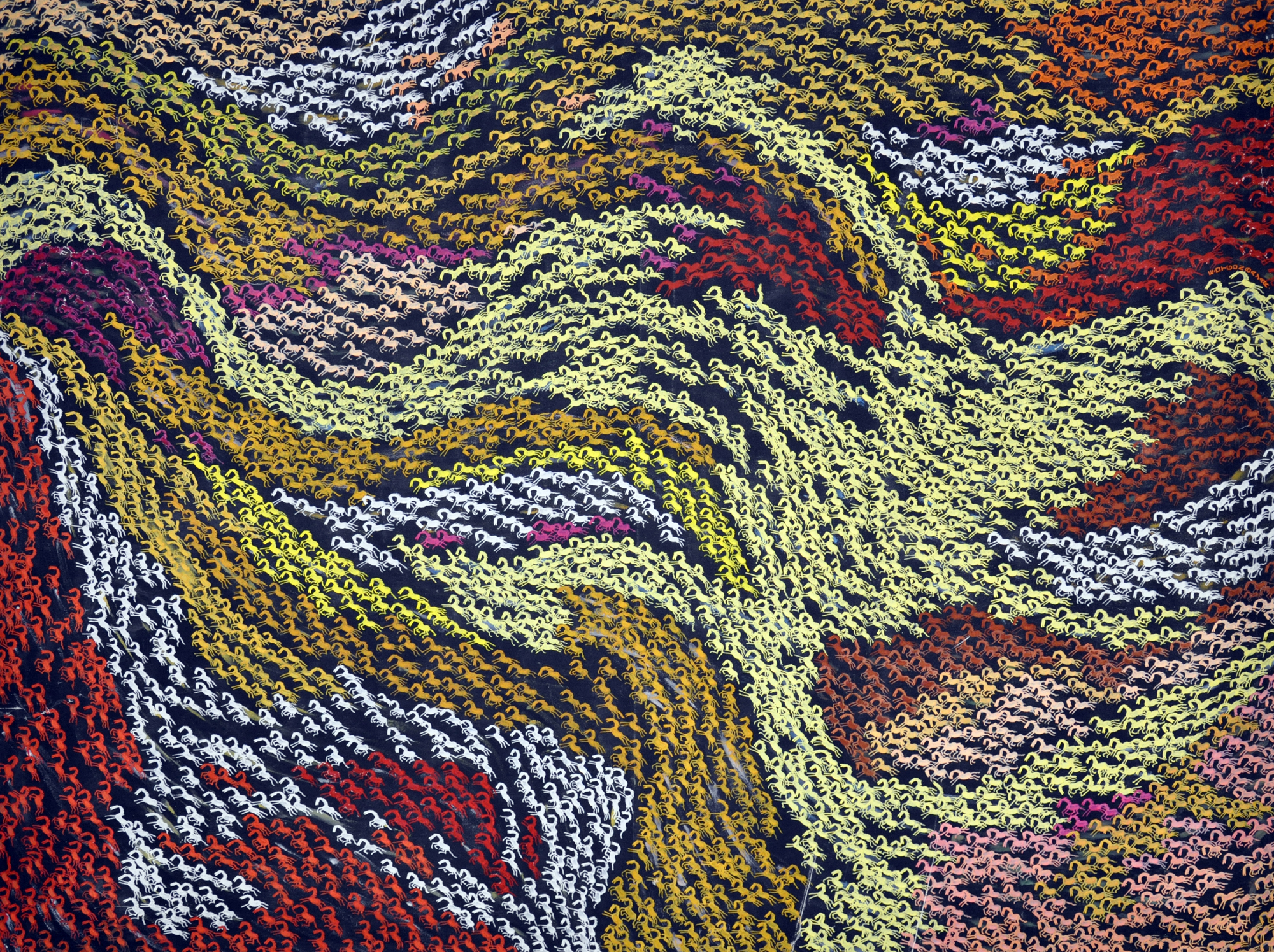
حصان

أوتجونبايار إرشو(بالمنغولية: Эршүүгийн Отгонбаяр) أوتجونبايار إرشو فنان تشكيلي منغولي ولد في 18\01\1981 بمدينة أولان باتور ويشتهر بأوتجو.

## الحياة
الفنان أوتجونبايار إرشو ترعرع بين سبعة أخوة بالإضافة إلى أخ متبنى ومنذ نعومة أظافره وهو مولع بالفن والتصوير. موهبة الفنان أوتجونبايار إرشو تم اكتشافها وهو في عمر الخامسة عشر قام بأول معارضه الفردية. درس الفنان أوتجونبايار إرشو التصوير المنغولي التقليدي التراثي في أولان باتور في 1998. خلال دراسته الأكاديمية أبدع أكثر من أربعمائة لوحة. وبعد إنهائه الدراسة أشترك في العديد من الجولات للمواقع التاريخية في منغوليا كفنان تشكيلي. الفنان أوتجونبايار إرشو درس العديد من التقنيات وأسلوب الأيقوات وأسلوب المنمنمات بالإضافة إلى الخلفيات البوذية والأديرة اللامية. ولقد أصبح ناشطا كفنان مستقل منذ عام 1998. بالإضافة لأعماله الفنية الحرة أصدر أكثر من ستمائة بحث مصور. الفنان أوتجونبايار إرشو يعيش في برلين منذ 2005. ومن 2007 إلى 2010 درس في معهد كونتكست للفن. وفي كلية الفنون الجميلة ببرلين بجامعة الفنون الجميلة وتخرج بدرجة الدكتوراه للفنون في 2010. الفنان أوتجونبايار إرشو قام بعرض أعماله من خلال معارض دولية في اليبان والسويد وفرنسا وهولندة والهند وجمهورية تشيك وسويسرا وألمانيا ومنغوليا.

## الفن

### تصوير ثانجكا

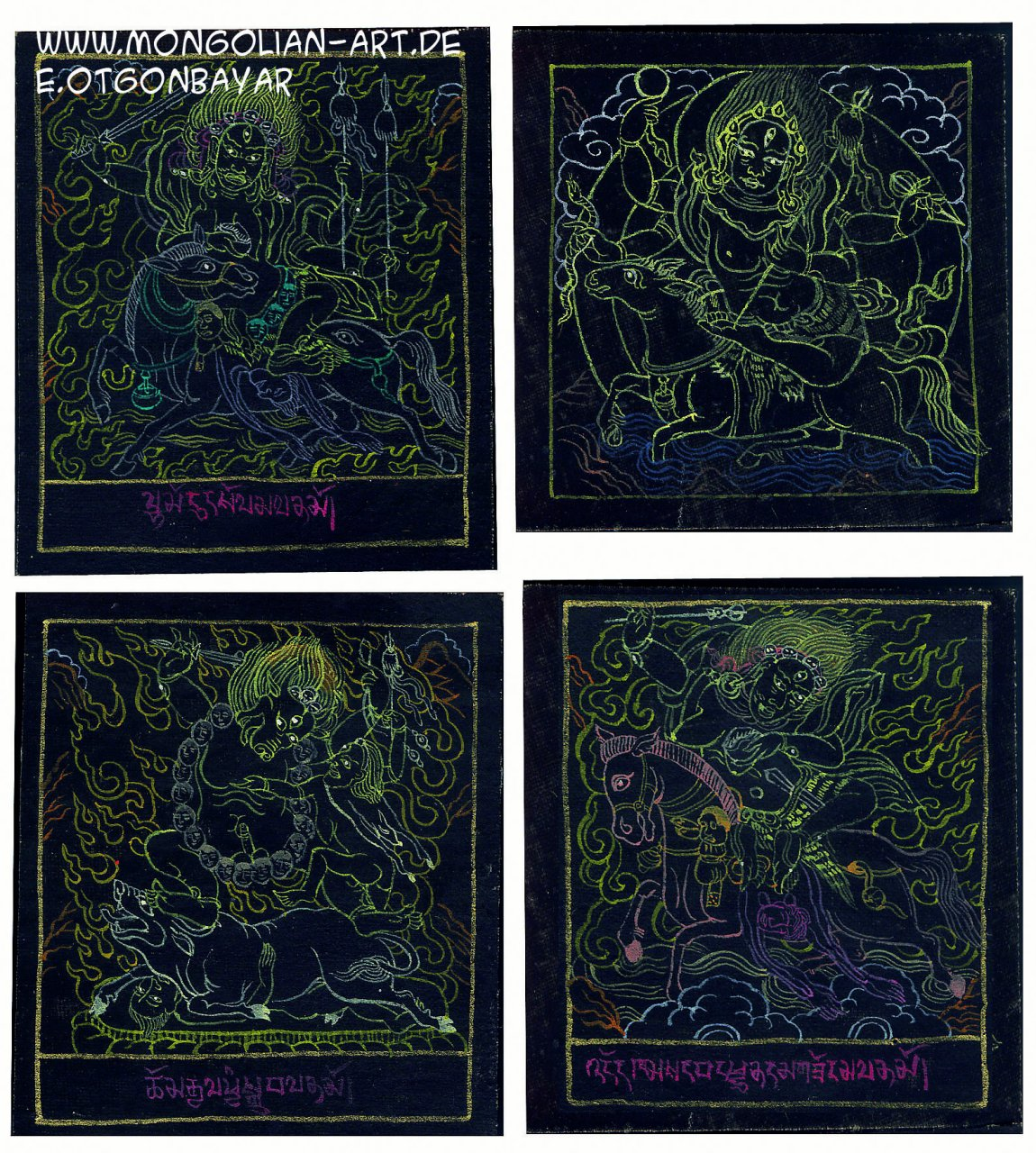
تصوير ثانجكا

الثانجكا هي عبارة عن التصوير بالأسلوب الخاص بشعب التبت على الحرير ولوحات الثانجكا تضمن مواضيع دينية لكنها مفعمة بالتحدي والمعرفة والتساؤلات وتظهر في ثوب التقنيات التقليدية. الشغف العميق مع التكنولوجيا التي يتم بها صنع الأعمال الفنية بالإضافة إلى الحدث الذاتي للفنان مع التطبيق بمظهر صارم ودقيق في التطبيق تحفز طموح الفنان ما جعلها تشكل بدايتا ولمدة طويلة من تنمية المهارات في مجال فن تصوير الثانجكا. الفنان أوتجو نمى تقنياته الفنية في رحلة طويلة في ربوع منغوليا. ومن الممكن أن نسمي ما فعله الفنان أوتجو بتجفيف التجربة وطاقته الإبداعية وموهبته للأحتفاظ بها لحين الحاجة إليها في مسيرته الإبداعية، أحد أهم ملامح الفنان أوتجو الفريدة هي تصوير إبداعاته مباشرتا على على قماش اللوحة وبالتالي يتجنب عمليت تخطيط ووضع الأسكتشات الأولية. بعد التأمل في لوحاته مليا والتي هي أكبر قليلا فقط من الحجم المعتاد تسطيع أن ترى بوضوح كيف هي شديدة التفاصيل والدقة واكتمال مهارة الفنان في العملية الإبداعية. الفنان أوتجونبايار إرشو أنتج أكثر من ستمائة لوحة ثانجكا.

### المنمنمات

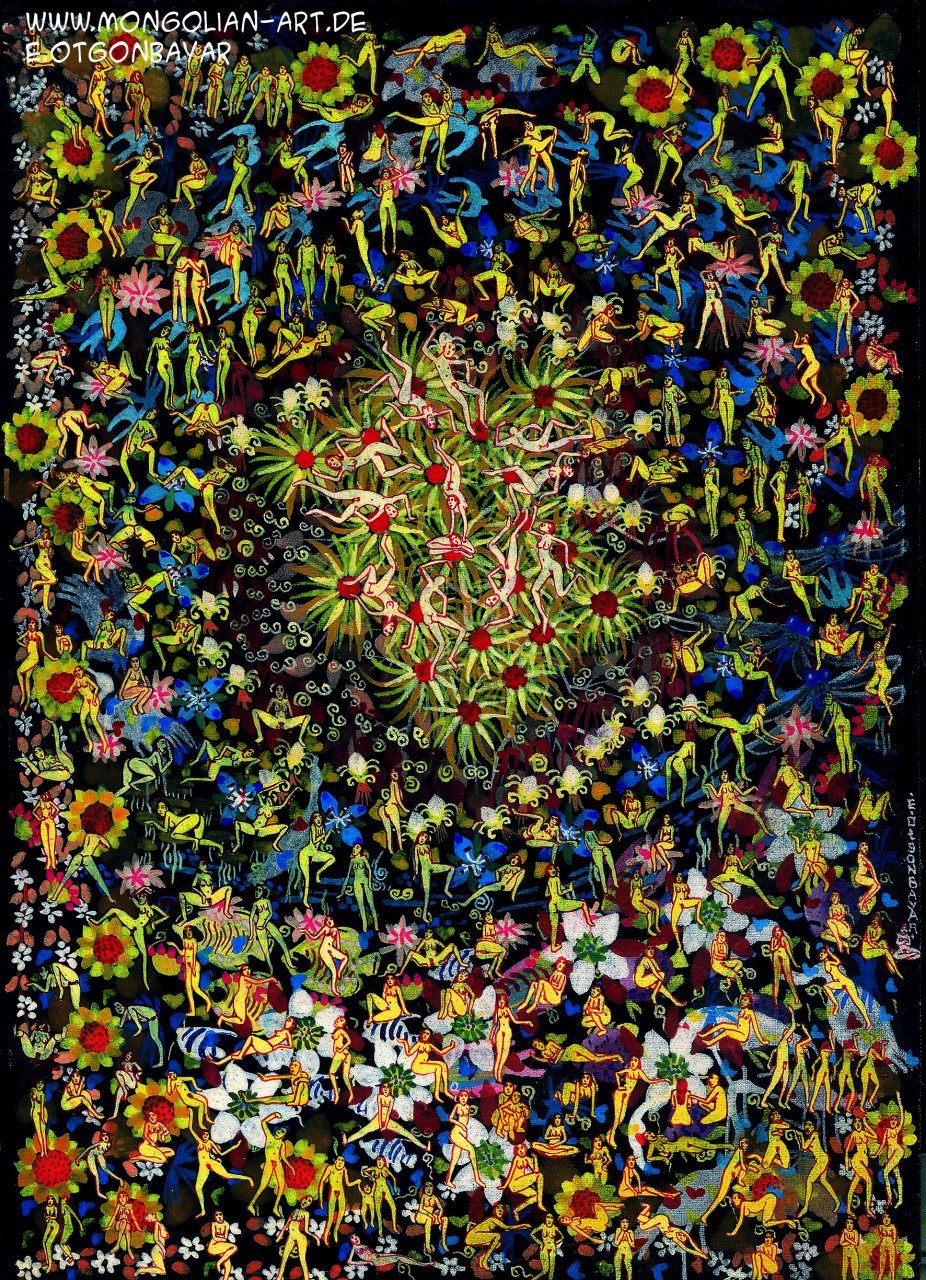
المنمنمات

المنمنمات أحد أكثر إنتاج الفنان أوتجونبايار إرشو تميزا حيث دقته وشغفه بالتفاصيل يظهر جليا في جميع لوحاته، لوحاته مليئة بالحيوية والألوان المنعشة التي توحي بجنان الخلد. تصوير العري وقطيع الخيل يزيد مظهرا تصويريا فاتنا إلى التكوين التخيلي الموجود في اللوحة، التقاط الحالة والتحدي من اجل الاكتشاف عالم المنمنمات. الفنان أوتجونبايار إرشو أبدع لوحات شديدة التفصيل في صياغة تشبه أسلوب التخريم تأخذ بالأنفاس بحميمية ويضعها على قماش لوحاته. أعماله الأخيرة تقدم عالم جديد مملوء بالإبداع. الفنان الشاب أوتجونبايار إرشو أدمج كل من الشغف المحموم بالتعايش مع فن المنمنمات مع تجريد شديد لعناصر اللوحة بخامة الأكريليك على القماش.

### الكوميديا

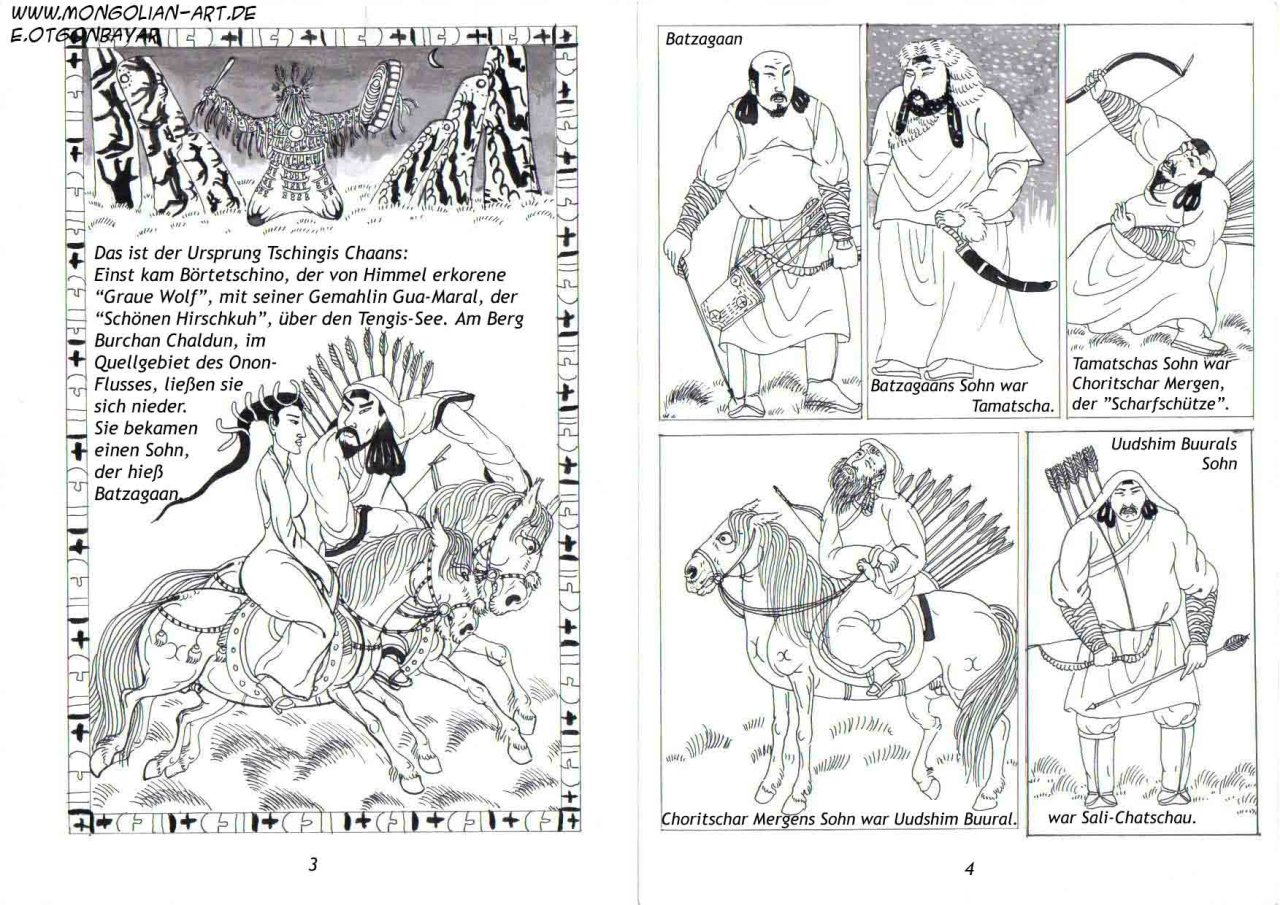
الكوميديا

الكوميديا واحدة من أقدم أنشطة الفنان أوتجونبايار إرشو فلقد قام بعمل ضخم يدعى «أسرار التاريخ المنغولي» ومستوحى من الأسلوب المنغولي التصويري في شكل الكوميديا. هذه الكوميديا تتضمن من ستمائة صفحة والتي مقسمة إلى إثنى عشر فصلا. كل صفحة تتكون من عدة صور مكونة عمل يحتوى على حوالي ثلاثة ألف رسمة. «أسرار التاريخ المنغولي» تم كتابتها منذ ثمانمائة عام سبقت وتعد من أقدم وأهم الأعمال في الأدب المنغولي كأسطورة وهي عبارة عن شعر ملحمي وشغف في آن واحد. وهي لم تكن تحتوي على أي رسوم أصلية. ومن أجل ذلك لم تجعل التاريخ أكثر شمولا وأكثر إيثارة لجميع الأعمار وجميع الأذواق، قرر الفنان المنغولي الشاب أوتجونبايار إرشو أن يعرض هذا العمل المهم بالصور لذلك قرر أن يعيد نشرها بالصور وذلك بأسلوب الفن المنمنمات المنغولي. هذه الفكرة نشأت من قناعته أن مشاهدة الصور أسهل كثيرا من القراءة. واحد من اهتماماته أثناء قيامه بتصوير الكوميديا هو الحفاظ على إظهار الملامح والأوصاف العرقية للمنغوليين باللإضافة إلى الحقائق والأثار بكل دقة وعبقرية ممكنة. لذلك قام بالإطلاع على أبحاث كثيرة وواسعة وشاملة لمساعدته على خلاصات أكاديمية مختلفة ومتنوعة تساعده على إنجاز عمله بأحسن صورة. ومن خلال وجود المنمنمات في عمله قصد من ذلك أن يمسك بشئ ما من الملامح والتقاليد المنغولية الحقيقية.

## جاليري زوراج

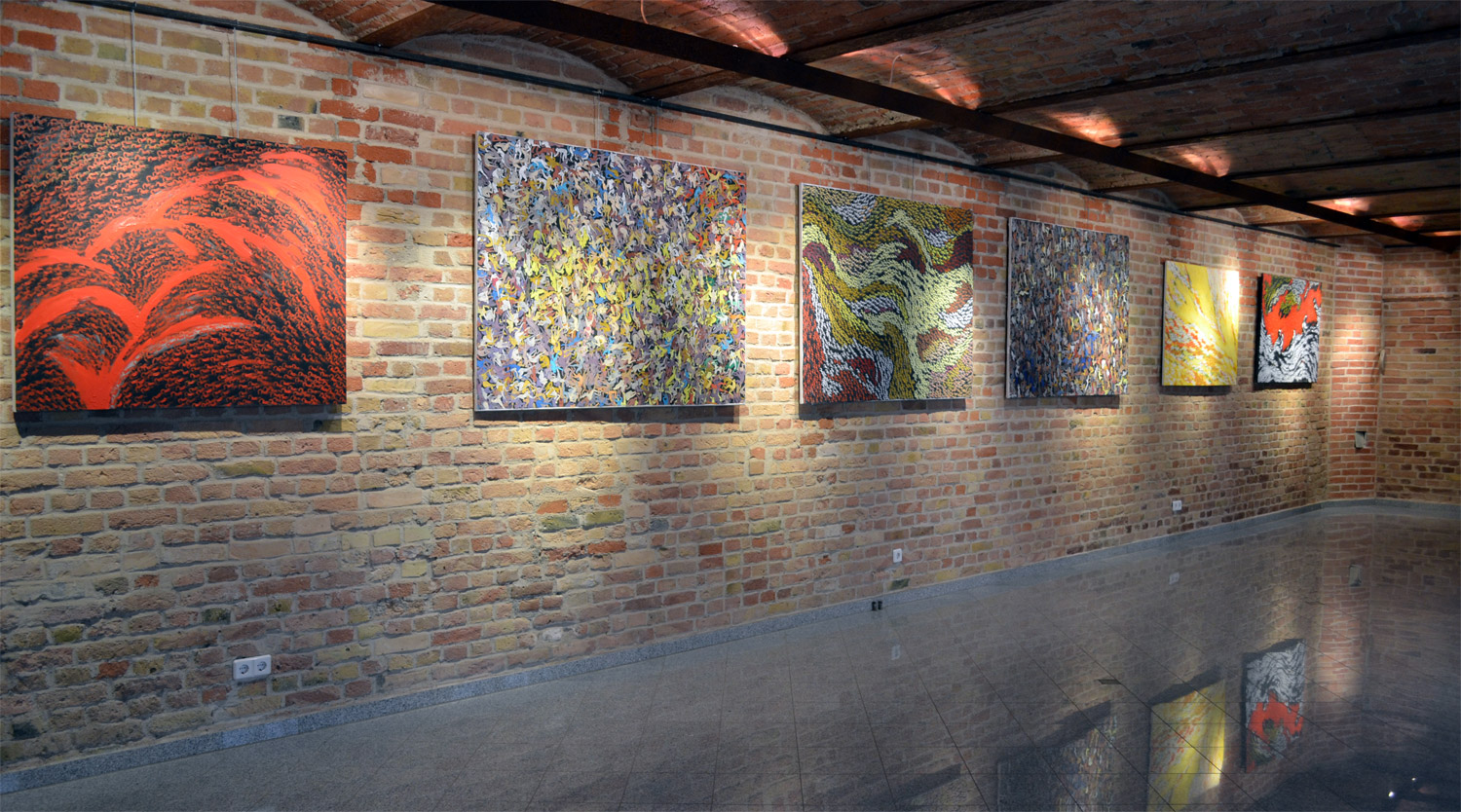
جاليري زوراج

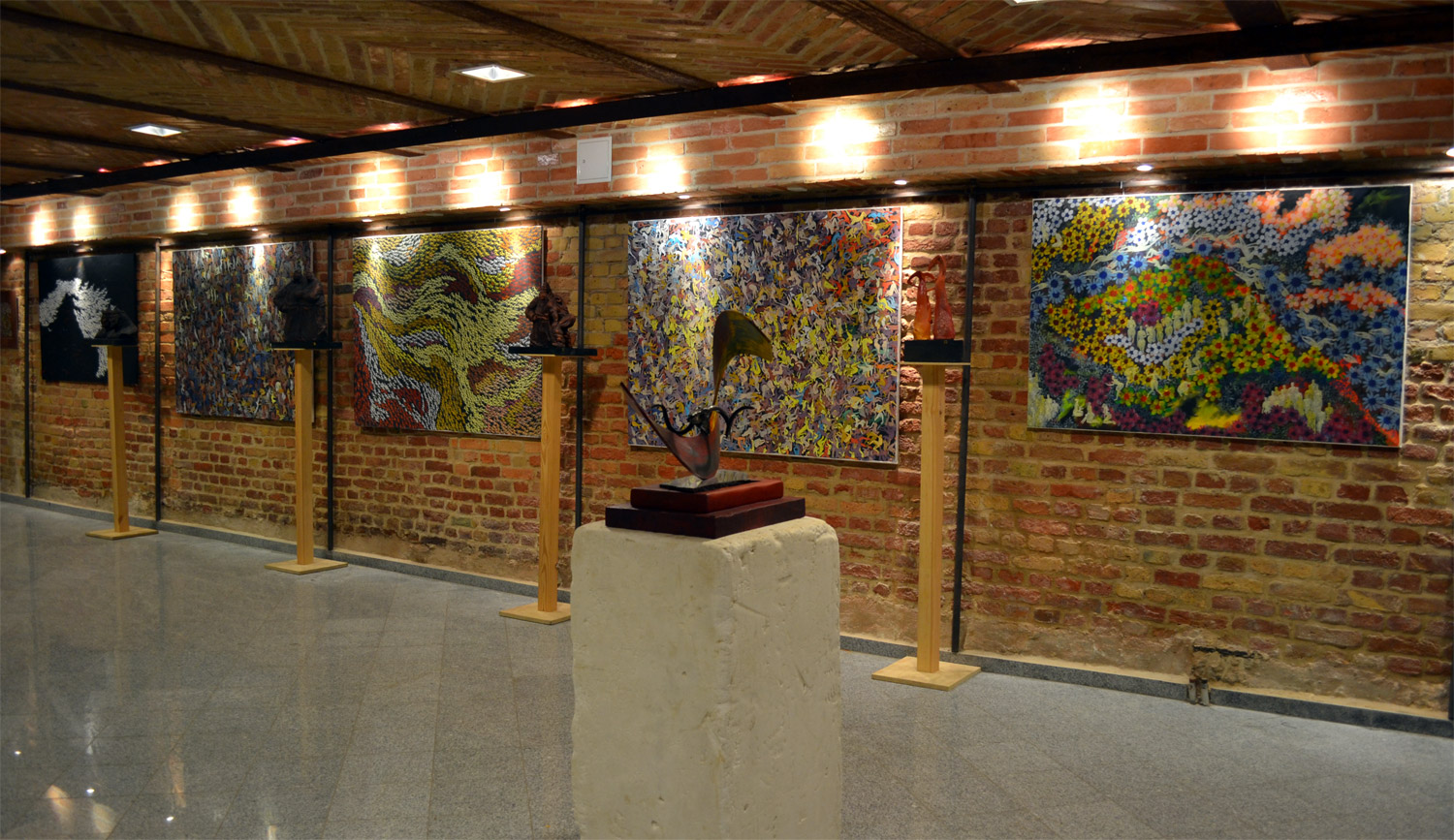
جاليري زوراج

جاليري زوراج أسست في عام 2010 على يد الفنان المنغولي الشاب أوتجونبايار إرشو والذي يقع في وسط برلين، ويعتبر واحد من أكثر العواصم النابضة بالحياة. وهو يعتبر أول جاليري أسس وتم غدارته من شخص منغولي خارج منغوليا.

## الأفلام
زوراج هو فيلم يدور حول الفنان أوتجونبايار إرشو إنتاج ألماني\منغولي 2010 ومنتجه السيد توبياس ولف ولقد تم إذاعة الفيلم مرتان في قناة التلفزيون المنغولية الرسمية في عام 2011. الأفلام.

## الجوائز
- حاز على جائزة «المعرفة» الميدالية الذهبية لعام 1996 من قصر الثقافة معهد الأطفال المنغوليين «أولان باتور»
- حاز على جائزة «أفضل موهبة وطنية منغولية» من وزارة التعليم والثقافة والعلوم المنغولية

## الإنتقادات
- من وقت لأخر إبداع الفنان يتجه غالبا إلى الزخرفة المبالغ فيها، كما أن لوحاته تمتلئ بعناصر بشرية والتي تشرع في افتراس وتبيد بعضها البعض. كل الأذراع تختفي في أفواه العناصر البشرية الأخرى الموجودة في اللوحة: الكتل البشرية تتلوى وتتعوج حول بعضها البعض وربما مايظهر ذاك في لوحات الفنان مرده إلى الزيادة السكانية العالمية أو فقدان الهوية في إطار الانحلال العالمي.
كل ماسبق كان في مقالة ل«أسا جونسن» في أحد مقالات جريدة «نيريكس أليهاندا» بتاريخ 11\17\2007.
- من خلال دراسات الفنان أوتجو نجد فن المنمنمات في المقدمة مع التعديل من موقفه للوحة من رؤية المشاهد الذي يكتشف لوحة داخل لوحة مكونا وكأنك تشاهد من خلال تيليسكوب منشوري، والتي تكشف عن تفاصيل مشاهد مع إستقلالية تام في المعاني مع كل خطوة نظرية تتم في اللوحة. هذا التعتيم الذي يعطي مسحة منطبعة من خلال التمكن من التعامل بالألوان والموتيفات والتعايش السلمي الذي يتسرب كالدقيق من المنخل، يشبه تماما الضوء وعناصر البهجة هي العوامل الوحيدة التي يتم مشاهدتها من بعيد. مع كل خطوة تجاه اللوحة المشاهد يستطيع أن يكتشف جوانب متنوعة من مضمون اللوحة.
«أوي أهنيرت» صاحبة جاليري «مختارات فرويدينبرج» برلين 2009.
- مينيموندوس تشرح العالم لنا، الفنان أوتجو سوف يشرح منغوليا «أرض الخيول» لنا، هو من كان يستطيع فعل ذلك، من غيره أستطاع أن يصور نصف مليون حصان؟
مارتينا بوش برلين 2010.

## المعارض الفردية
- معرض هوس يوس في قصر الثقافة الطفل المنغولي «أولان باتور» منغوليا 1996.
- معرض «ألهة» في متحف أديلهاوسر في فريبرج ألمانيا 2007.
- معرض تصوير المنمنمات المنغولي في مركز منغوليا في فريبرج ألمانيا 2007.
- معرض تصوير المنمنمات المنغولي في بنك ألمانيا في برلين ألمانيا 2007.
- معرض «الفردوس المدركة بقلبي» في ميونخ ألمانيا 2007.
- معرض «أوتجو في أوربيرو» في جاليري «كونستفراميانديت» أوربيرو السويد 2007.
- معرض «أوتجو في القصر» في اوربيرو السويد 2009.
- معرض «أوتجو في القصر سيهايم» كونستانز ألمانيا 2009.
- معرض «إستسلام الحوافر» في جاليري زوراج في برلين ألمانيا 2011.
- معرض «إستسلام الحوافر» في جاليري زوراج في بون ألمانيا 2011.
- معرض «الألهة» في جاليري زوراج في برلين ألمانيا 2011.
- معرض «منغول أيان 1» في إلساس فرنسا 2011.
- معرض «منغول أيان 1» في أستوديو «فن فيشر» ليبزيج ألمانيا 2011.

## وصلات خارجية
الموقع (ألماني)(الإنجليزية)(المنغولية)